# Ophiura euryplax
Ophiura euryplax är en ormstjärneart som först beskrevs av Hubert Lyman Clark 1939.  Ophiura euryplax ingår i släktet Ophiura och familjen fransormstjärnor. Inga underarter finns listade i Catalogue of Life.